# Leptothorax spininodis
Leptothorax spininodis är en myrart som beskrevs av Mayr 1887. Leptothorax spininodis ingår i släktet smalmyror, och familjen myror. Inga underarter finns listade i Catalogue of Life.